# Малашевиче-Дуже
Малашевиче-Дуже (пол. Małaszewicze Duże) — деревня в Бяльском повете Люблинского воеводства Польши. Входит в состав гмины Тересполь. По данным переписи 2011 года, в деревне проживало 526 человек.

## География
Деревня расположена на востоке Польши, на расстоянии приблизительно 25 километров к востоку от города Бяла-Подляска, административного центра повета. Абсолютная высота — 142 метра над уровнем моря. Через населённый пункт проходит национальная автодорога 2.

## История
Деревня Малашевиче начинает упоминаться со второй половины XVI века. В конце XVIII века разделилась на две деревни: Малашевиче-Вельке (ныне — Малашевиче-Дуже) и Малашевиче-Мале. Оба населённых пункта входили в состав Брестского повета Берестейского воеводства Великого княжества Литовского.
По данным на 1827 год имелось 25 дворов и проживало 147 человек. Согласно «Справочной книжке Седлецкой губернии на 1875 год» деревня входила в состав гмины Кобыляны Бельского уезда Седлецкой губернии.
В период с 1975 по 1998 годы деревня входила в состав Бяльскоподляского воеводства.

## Население
Демографическая структура по состоянию на 31 марта 2011 года:
|         | Всего | До трудоспособного возраста | Трудоспособного возраста | Старше трудоспособного возраста |
| ------- | ----- | --------------------------- | ------------------------ | ------------------------------- |
| Мужчины | 252   | 64                          | 157                      | 31                              |
| Женщины | 274   | 73                          | 139                      | 62                              |
| Всего   | 526   | 137                         | 296                      | 93                              |